# Rüdiger Selig
Rüdiger Selig, nascido a 19 de fevereiro de 1989 em Zwenkau, é um ciclista alemão, membro da equipa Bora-Hansgrohe.

## Biografia
Em 2011, Rüdiger Selig fez parte da equipa amadora alemã RG Jenatec Cycling com o que ganhou uma etapa do Tour de Berlim, corrida de categoria sub-23 e classificou-se nono do campeonato da Alemanha em estrada tão só superado por oito corredores profissionais. Também foi segundo do Mazovia Tour onde esteve entre os seis primeiros nas quatro etapas. Com a equipa da Alemanha sub-23, participou nas provas da Taça das Nações UCI (La Côte Picarde, ZLM Tour, Tour del Porvenir) e em competições do UCI Europe Tour. Foi quarto do ProRace Berlin. Em setembro, terminou quarto do Campeonato Mundial de Ciclismo em Estrada sub-23. A partir do mês de agosto esteve como stagiaire com a equipa Leopard-Trek Continental Team. Com esta equipa ganhou a Binche-Tournai-Binche (Memorial Frank Vandenbroucke) batendo ao sprint a Baden Cooke e a Adrien Petit.
Em 2012 passou a profissional com a equipa russa Katusha recomendado por Erik Zabel.

## Palmarés
2010
- 1 etapa do Tour de Berlim

2011
- 1 etapa do Tour de Berlim
- Binche-Tournai-Binche

2013
- Volta Limburg Classic

## Resultados nas Grandes Voltas
| Corrida            | 2011 | 2012 | 2013 | 2014 | 2015 | 2016 | 2017 | 2018 |
| ------------------ | ---- | ---- | ---- | ---- | ---- | ---- | ---- | ---- |
| Volta a Itália     | -    | -    | -    | -    | -    | -    | Ab.  | Ab.  |
| Volta a França     | -    | -    | -    | -    | -    | -    | -    | -    |
| Volta a Espanha    | -    | -    | -    | -    | -    | 156º | 165º | -    |
| Mundial em Estrada | -    | -    | -    | -    | -    | -    | -    | -    |

-: não participa

Ab.: abandono